# 80808 Billmason
80808 Billmason è un asteroide della fascia principale. Scoperto nel 2000, presenta un'orbita caratterizzata da un semiasse maggiore pari a 2,5322031 UA e da un'eccentricità di 0,0928848, inclinata di 3,08693° rispetto all'eclittica.